# La República (Colombia 1921-1925)
La República fue un periódico colombiano fundado el 13 de marzo de 1921 por Alfonso Villegas Restrepo. El diario existió de 1921 a 1926. Sus oficinas e imprenta estaban ubicadas en la Tercera Calle Real, número 353, en la ciudad de Bogotá.